# Ръкоперки
Ръкоперките (Sarcopterygii) са клас висши риби. Дължината им варира от 7 см до 5 метра. Името си носят заради своите перки, които имат същото устройство като петопръстните крайници при сухоземните животни. Живеели са през палеозойската ера. Един съвременен вид е латимерията. За този вид се е смятало, че е изчезнал преди повече от 60 милиона години, но през 1938 година бил заловен жив екземпляр в Индийския океан. Към подкласа на ръкоперките се отнася и двойнодишащите риби. Те са едни от родоначалниците на сухоземните гръбначни, като представители на класа дават началото на първите сухоземни гръбначни животни – земноводните.

## Класификация
Ръкоперки
- Разред †Onychodontida
- Разред Actinistia
- Инфраклас Dipnomorpha
  - Разред †Porolepiformes
  - Подклас Dipnoi
    - Разред Ceratodontiformes
    - Разред Lepidosireniformes
- Инфраклас Tetrapodomorpha
  - Разред †Rhizodontida
  - Надразред Osteolepidida
    - Разред †Osteolepiformes
      - †Семейство Tristichopteridae

    - Разред †Panderichthyida
    - Надклас Tetrapoda